# Golden, Colorado

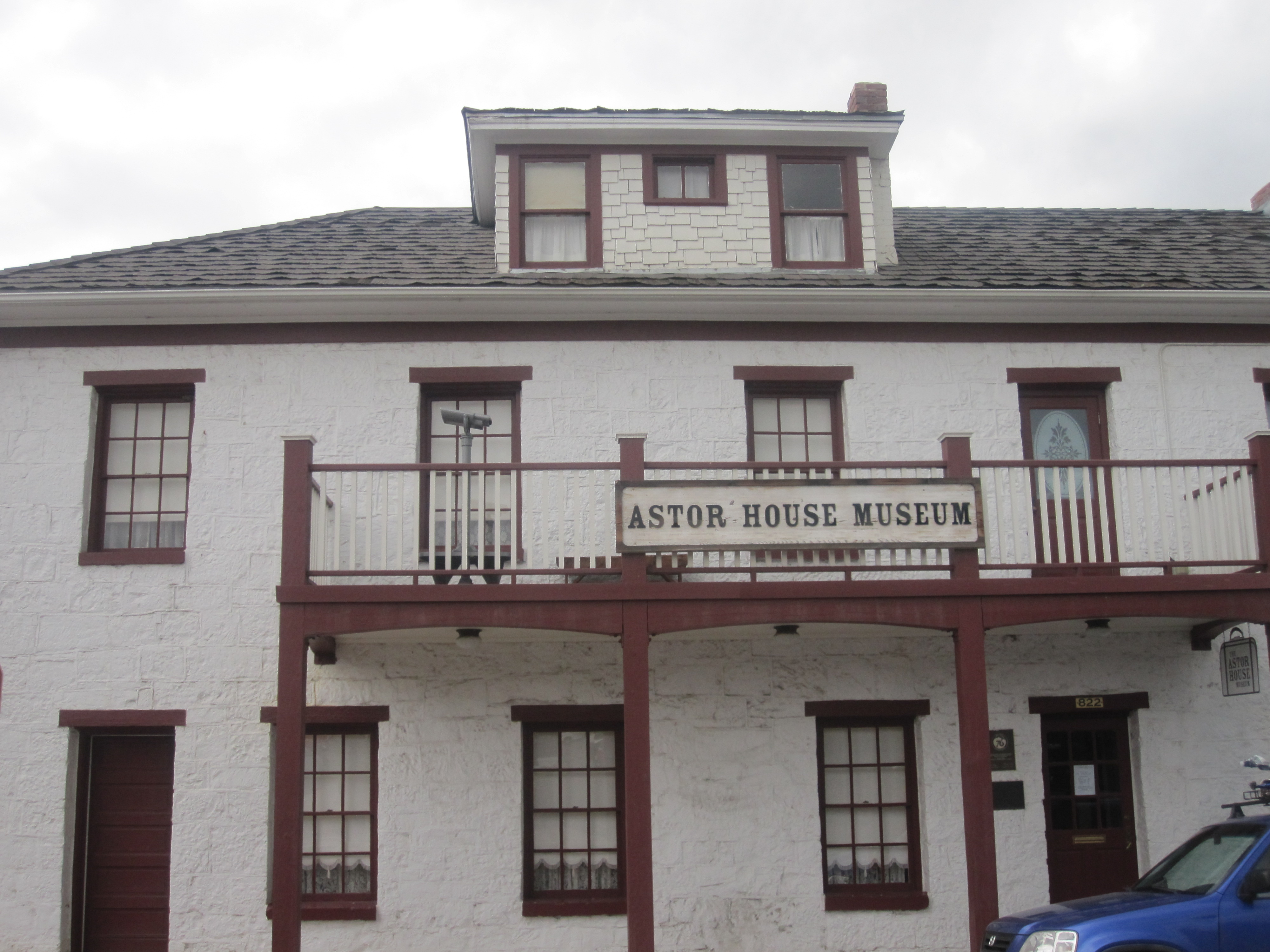
Bảo tàng nhà Astor.

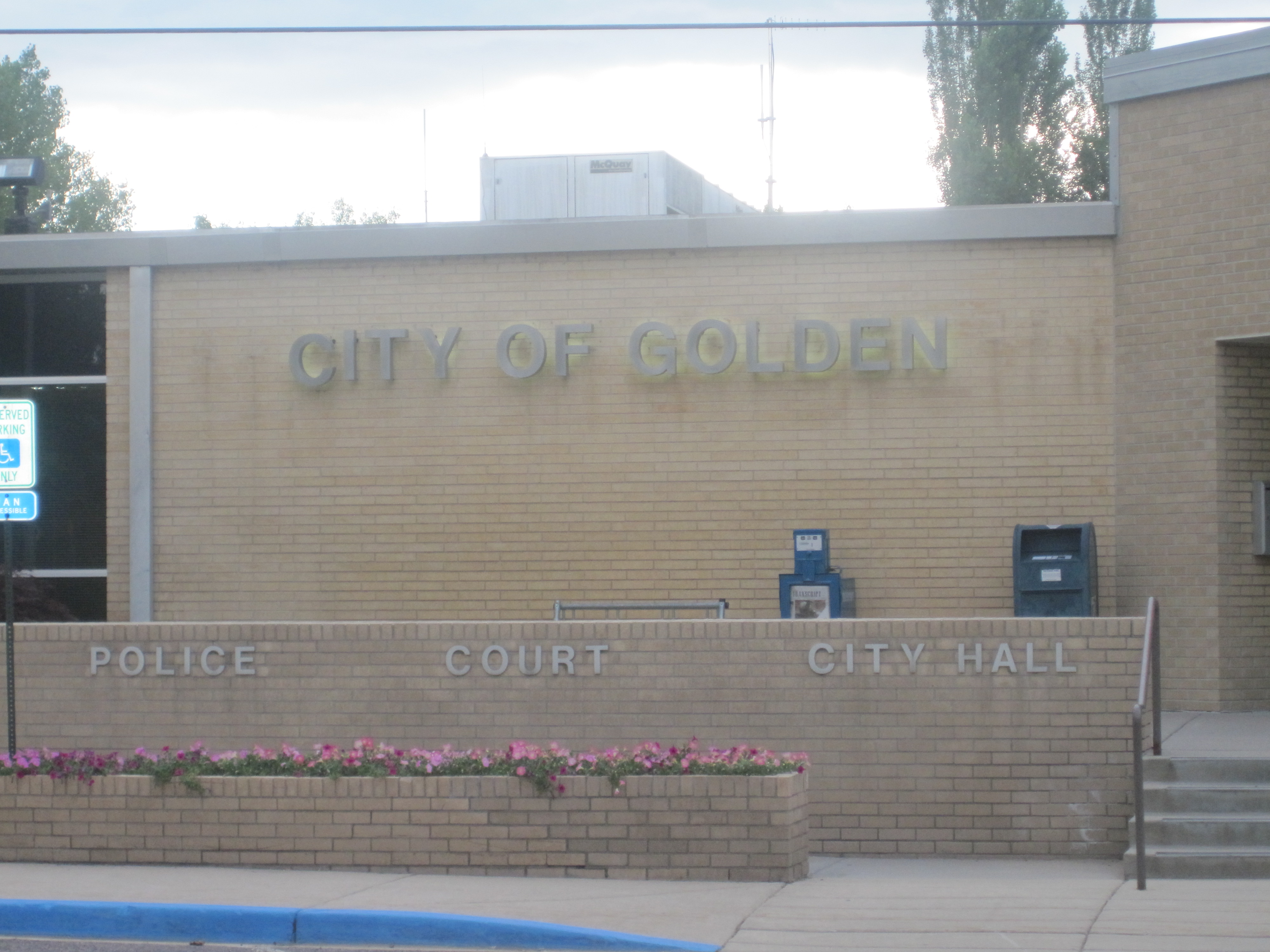
Toà thị chính Golden City

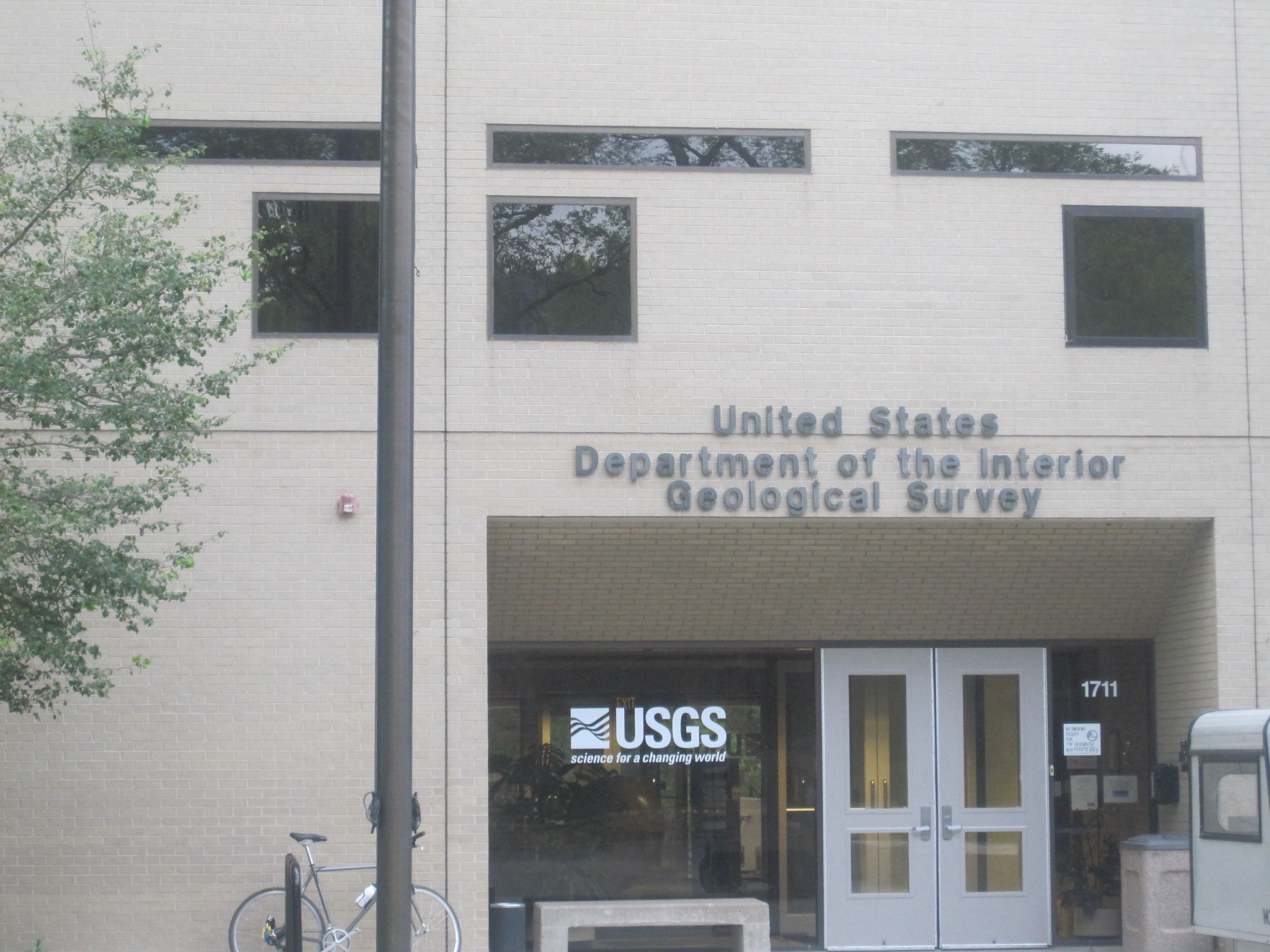
Văn phòng Cục điều tra địa chất Hoa Kỳ ở Golden

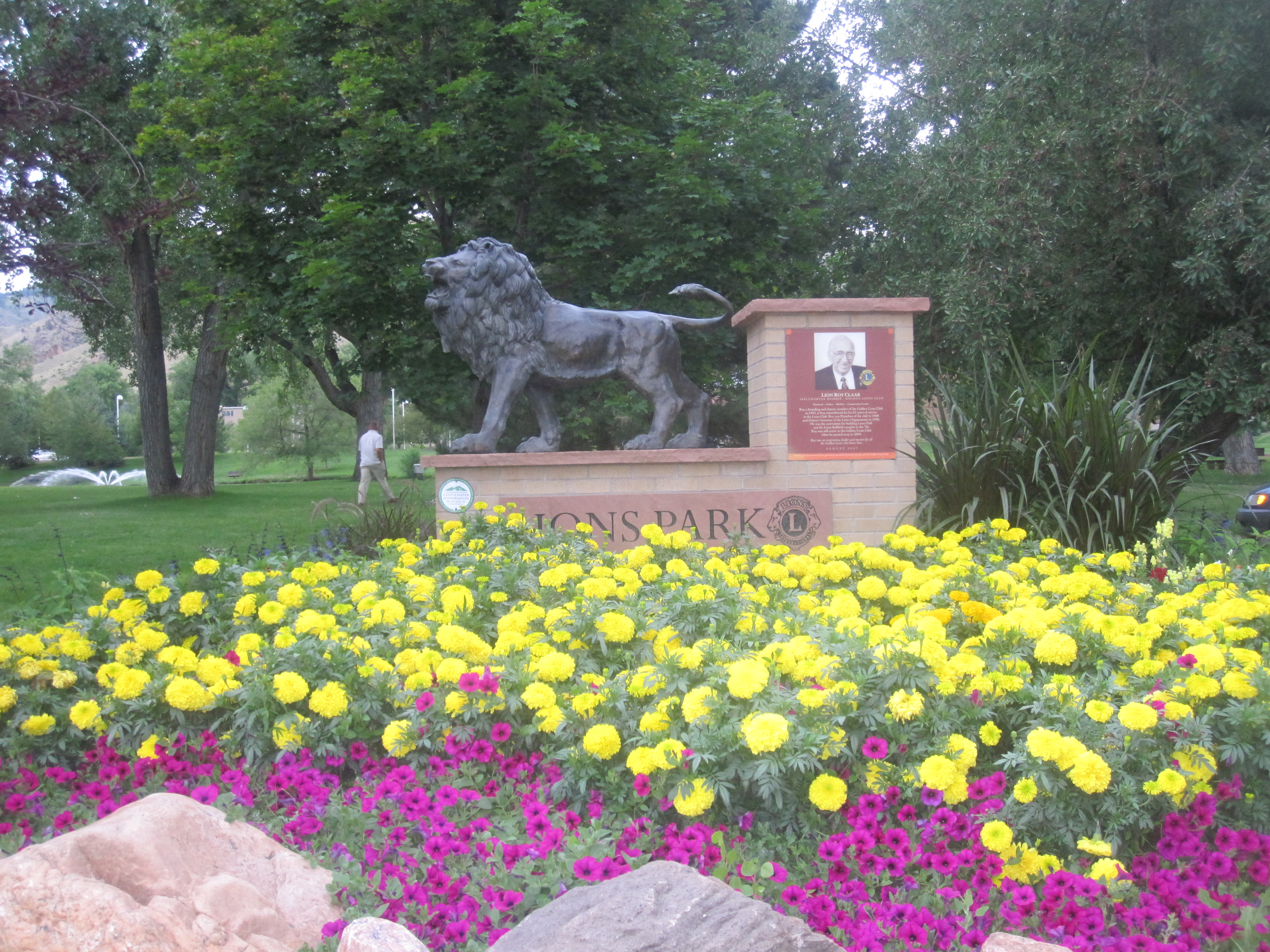
Công viên Lions ở Golden

Golden, Colorado là một thành phố quận lỵ quận Jefferson, tiểu bang Colorado, Hoa Kỳ. Thành phố có diện tích km², dân số thời điểm năm 2000 theo điều tra của Cục điều tra dân số Hoa Kỳ là 17.159 người2.

## Thông tin nhân khẩu
Theo điều tra dân số 2 năm 2000, thành phố đã có dân số 17.159 người, 6.877 hộ gia đình, và 3.913 gia đình sống trong thành phố. Mật độ dân số là 735.3/km ² (1,905.1 / mi ²). Có 7.146 đơn vị nhà ở mật độ trung bình của 306.2/km ² (793.4/mi ²). Cơ cấu chủng tộc của thành phố là 90,66% người da trắng, 1,03% da đen hay Mỹ gốc Phi, 1,05% người Mỹ bản xứ, 2,99% châu Á, Thái Bình Dương 0,06%, 1,98% từ các chủng tộc khác, và 2,24% từ hai hoặc nhiều chủng tộc. 6,59% dân số là người Hispanic hay Latino thuộc một chủng tộc nào.
Có 6.877 hộ, trong đó 26,4% có trẻ em dưới 18 tuổi sống chung với họ, 44,7% là đôi vợ chồng sống với nhau, 8,8% có nữ hộ và không có chồng, và 43,1% không lập gia đình. 29,5% của tất cả các hộ gia đình đã được tạo ra từ các cá nhân và 5,9% có người sống một mình 65 tuổi hoặc lớn tuổi hơn. Cỡ hộ trung bình là 2,31 và cỡ gia đình trung bình là 2,85.
Dân số thành phố đã được trải ra với 20,3% dưới 18 tuổi, 16,9% 18-24, 33,4% 25-44, 21,4% từ 45 đến 64, và 8,0% từ 65 tuổi trở lên người. Độ tuổi trung bình là 33 năm. Đối với mỗi 100 nữ có 120,2 nam giới. Đối với mỗi 100 nữ 18 tuổi trở lên, đã có 118,7 nam giới.
Thu nhập trung bình cho một hộ gia đình trong thành phố là $ 49.115, và thu nhập trung bình cho một gia đình là $ 67.414. Phái nam có thu nhập trung bình $ 41.822 so với 32.413 $ cho phái nữ. Thu nhập bình quân đầu người của thành phố là 25.257 $. Khoảng 3,5% gia đình và tăng 11,3% dân số sống dưới mức nghèo khổ, trong đó có 6,4% của những người dưới 18 tuổi và 7,6% của những người 65 tuổi hoặc hơn.